# W62SH
W62SH（ダブリューろくにーえすえいち）は、シャープが日本国内向けに開発した、auブランドを展開するKDDIおよび沖縄セルラー電話のCDMA 1X WIN対応携帯電話である。

## 概要
- 2007年度の大ベストセラーモデルとなったW52SHの後継機種でメインディスプレイはauの機種では初めてのフルワイドVGA(正確にはワイドVGA+)(854×480)で、薄さは15.8ミリ、シャープ製au機種で初めてKCP+が採用されBluetoothに対応している。ただし、現行のKCP+はワイドVGA(800×480)までしか対応していないため、上部54ピクセル部分は「拡張エリア」として情報表示に割り当てられている（ほぼ同じようなものはW61SAの下部にも搭載）。またFMトランスミッターも搭載されている。

- テレビ電話用のサブカメラは搭載されていないが、液晶を回転させるとメインカメラで自分の顔を送信することが可能である(同キャリア向けのSH002、ドコモ向けのSH905i及びSH906iと同じ)。

- シャープ製ワンセグ端末は他社製の端末と異なり、ワンセグ受信アンテナが本体左側にあるのが特徴だったが、本機種では他社と同じく本体右側から伸ばすタイプである。

## 沿革
- 2008年（平成20年）6月3日 KDDI、およびシャープより公式発表。
- 2008年7月17日 全国にて一斉発売。
- 2008年8月22日 最初のケータイアップデートを開始。
- 2008年11月 販売終了。

## 対応サービス
- au Smart Sports
- オーディオ機器連携
- au LISTEN MOBILE SERVICE（LISMOビデオクリップ・LISMO VIDEO対応）
- EZナビウォーク（声de入力・3D対応）
- EZ助手席ナビ
- ナカチェン
- 安心ナビ
- 災害時ナビ
- 緊急通報位置通知
- EZ FeliCa
- EZチャンネルプラス
- EZニュースフラッシュ
- EZニュースEX（Web版のみ対応）
- 赤外線通信(IrSimple)
- EZケータイアレンジ
- EZアプリ Full Game!
- PCサイトビューア(Opera 8.60)
- PCドキュメントビューア
- EZアプリ (BREW)（オープンアプリプレイヤー対応）
- デコレーションメール
- 絵しゃべりメール
- ラッピングメール
- Touch Message
- テレビ電話
- 名刺リーダー
- PDFリーダー

（携帯用に変換されたサイトにあるＰＤＦファイルのみ可能）

## 不具合
2008年8月22日に以下の不具合の修正がケータイアップデートにより行われた。
- 電池残量レベルが正しく表示されない、または、正しく充電できない場合がある
- 待受画面に設定していない時計やカレンダーが表示される場合がある
- ケータイサイトの会員登録や登録済サイトへの接続ができない場合がある

2008年10月24日に以下の不具合の修正がケータイアップデートにより行われた。
- 2画面状態でケータイサイトのページ更新を行うと、電源のリセットやキー操作を受付けない状態になる場合がある
- 会員登録済の特定サイトにおいて、初期値が入力項目に表示されない場合がある

2009年9月9日に以下の不具合の修正がケータイアップデートにより行われた。
- SSLサイトで大きなファイルアップロードを行うと時々接続が切断される場合がある

2010年3月25日に以下の不具合の修正がケータイアップデートにより行われた。
- ケータイサイトの会員登録や登録済サイトへの接続がごく稀に正しくできない場合がある